# Mauvezin-de-Sainte-Croix
 Mauvezin-de-Sainte-Croix  là một xã ở tỉnh Ariège, thuộc vùng Occitanie ở phía tây nam nước Pháp.